# Gold Star Records
Gold Star Records est un label discographique indépendant américain, basé à Houston, au Texas. Il produit essentiellement du blues, du rhythm and blues, de la musique country (ou hillbilly) et de la musique cadienne. Les artistes produits incluent Lil' Son Jackson et Roy Brown.

## Histoire

### Débuts et succès
Gold Star Recording Company était à l'origine un studio d'enregistrement à Houston, au Texas, fondé en octobre 1941 par Bill Quinn sous le nom de Quinn Recording Company. En 1950, Quinn change le nom du studio en Gold Star Studios et, à ce titre, il reste le plus ancien studio d'enregistrement enregistré dans le Sud-Est des États-Unis. Le studio joue un rôle important dans le lancement de la carrière d'artistes tels que Lightnin' Hopkins, Harry Choates, George Jones, The Big Bopper, Eddie Noack, The Sir Douglas Quintet, Roy Head et Freddy Fender. À l'époque, l'entreprise est réputée pour ses morceaux dits inventifs et sa chambre de réverbération.
Quinn publiera également plusieurs chansons candiennes sur son label Opera,.

### Années 1960–1980
Gold Star Records proposaient du blues, de la musique country (encore appelée à l'époque hillbilly) et de la musique cadienne. Au cours de ses premières années d'activité, Bill Quinn enregistre également des publicités radiophoniques et ajoute une nouveauté en proposant des enregistrements de vœux d'anniversaire.
Le changement le plus important est la sortie de son premier succès, Jole Blon de Harry Choates, un air de swing et de danse qui devient le premier et le seul disque cajun à atteindre le Top 5 de Billboard. Son usine de pressage locale ne pouvait pas suivre et il a autorisé d'autres labels indépendants à produire des copies de ce disque à travers le pays, comme Modern Records, Starday, D Records et le label Deluxe. Les titres T-Model Blues et Tim Moore's Farm de Lightnin' Hopkins sont tous deux entrés dans le top 10 des hits nationaux en 1948, ce qui permet à Gold Star d'enchaîner les succès à la fin des années 1940, dans les années 1950 et dans les années 1960.
Le premier succès de George Jones avec le groupe est Why Baby Why, sorti en 1955. Six autres succès de Jones suivent, tels que What Am I Worth, You Gotta Be My Baby, Just One More, Yearning, Too Much Water et Don't Stop the Music, tous sortis en 1956 et 1957.

### Depuis les années 1990
Beaucoup plus tard vers les années 1990 et 2000, le label se diversifie pour soutenir la scène de Houston, évoluant avec Destiny's Child, Robert Minot, Ann-Margret, Solange Knowles, Brian McKnight, Twista, Smash Mouth, Beyoncé, Kelly Rowland, Michelle Williams, Hubert Laws, Clay Walker et Calvin Owens.